# Løbebånd
Et løbebånd er en træningsmaskine anvendt til konditionstræning i blandt andet motionscentre.

## Fordele og ulemper
Der findes både fordele og ulemper, når det handler om løbebånd. Herunder ses der på fordele og ulemper i forhold til løb på almindelig vej.

### Fordele
På grund af den indendørs placering er man altid sikret en løbetur i tørre omgivelser, også selvom det sner og regner udenfor.
Underlaget på løbebånd er ofte mere stødabsorberende end det er tilfældet med asfalt, Derfor vil man sjældnere se sene- og ledskader på løbebånd.
Løbebåndets software gør det muligt at monitorere puls, hastighed, kalorier forbrændt uden ekstraudstyr.

### Ulemper
På grund af sin indendørs placering er fornemmelsen af at løbe på et løbebånd langt mindre realistisk.
Den jævne hastighed på løbebåndet kan også virke unaturlig på nogen.